# Sint-Mauritiuskerk (Neerhespen)

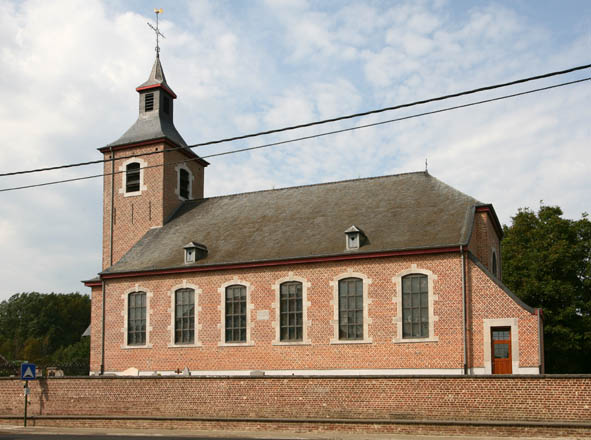
Sint-Mauritiuskerk

De Sint-Mauritiuskerk is de parochiekerk van de tot de Vlaams-Brabantse gemeente Linter behorende plaats Neerhespen, gelegen aan de Langstraat 32.
De kerk werd gebouwd omstreeks 1860 in neoclassicistische stijl. Het is een bakstenen bouwwerk met voorgebouwde toren en vlak afgesloten koor, met natuurstenen sierelementen en steekboogvensters.
De kerk bezit een hardstenen doopvont uit het 2e kwart van de 12e eeuw. Dit doopvont heeft reliëfs die de Opstanding weergeven en op de vier hoeken zijn de vier engelen van het Laatste Oordeel afgebeeld.
In een muur van deze kerk werd een kanonskogel verwerkt en een herdenkingsplaat die verwijst naar de Slag bij Neerwinden in 1793 toen Neerwinden de locatie was van de linkervleugel van het Franse leger.